# Félix Lorente

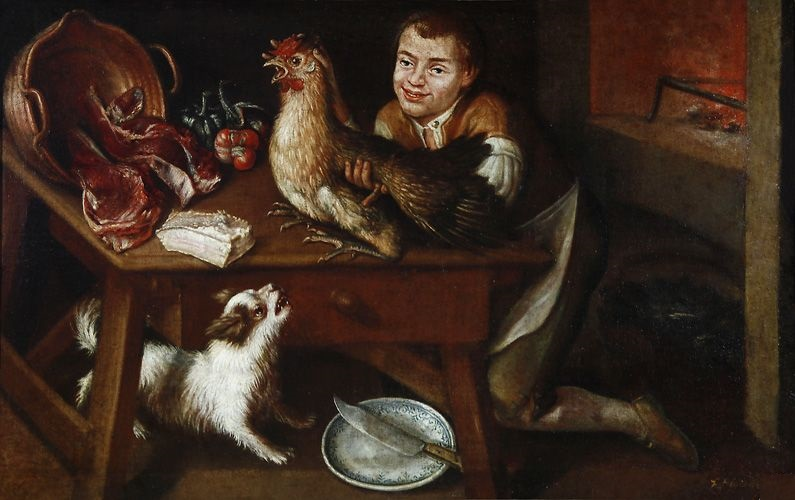
Bodegón de cocina con niño, gallo y perro, óleo sobre lienzo, 126 x 90 cm, mercado anticuario

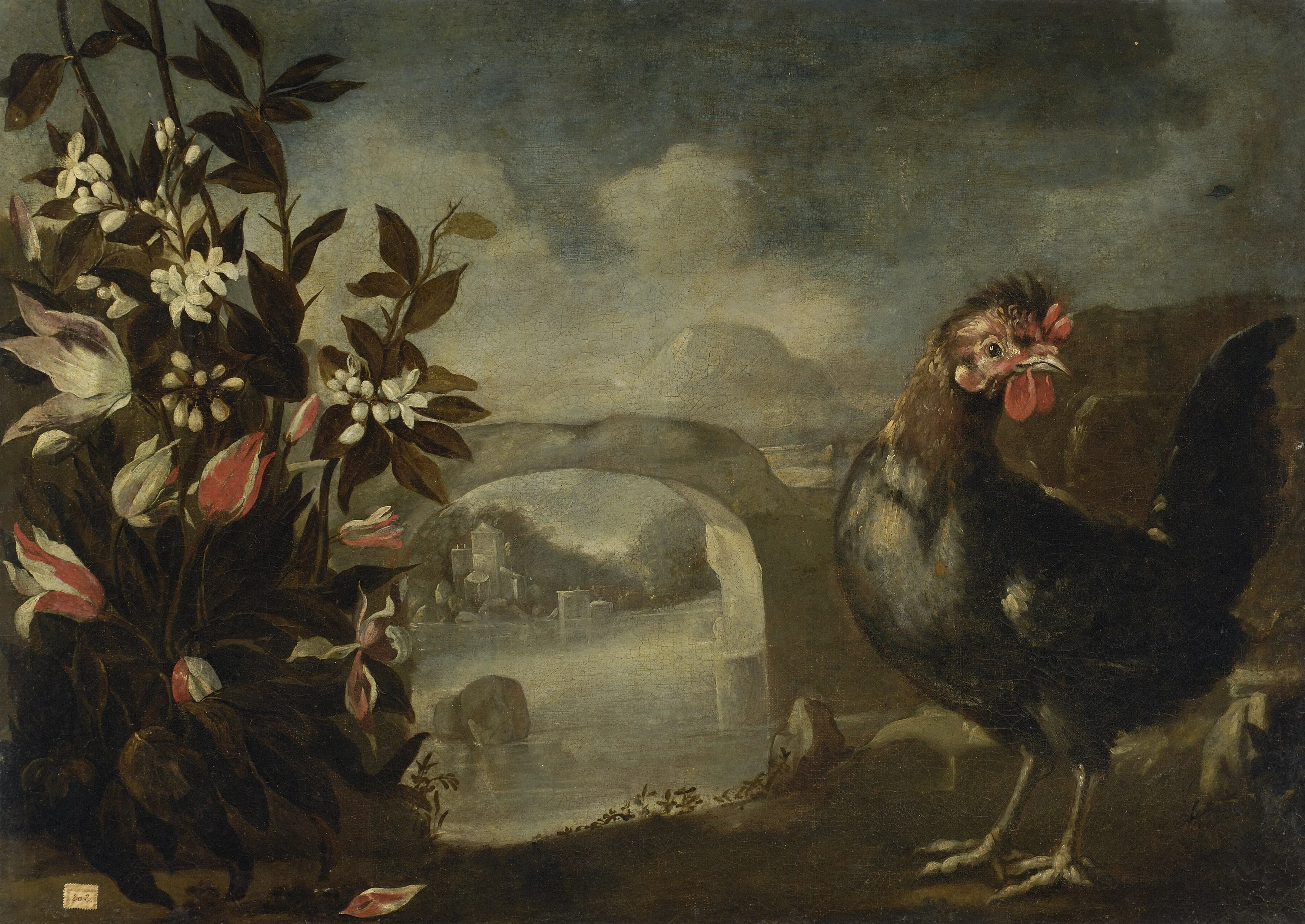
Paisaje con un gallo, Museo de Bellas Artes de Córdoba.

Félix Lorente (Valencia, 1712-1787) fue un  pintor tardobarroco español especializado en la pintura de bodegones.

## Biografía y obra
Nacido en Valencia el 8 de octubre de 1712 y formado con Evaristo Muñoz en la pintura religiosa y de historia, hay constancia de algunos trabajos de Lorente en estos géneros, aunque nada de ello se ha conservado. Debió de asistir a la recién creada Academia de Bellas Artes de Santa Bárbara a la que en 1754 presentó un cuadro de Telémaco. En 1768 solicitó su ingreso en la Real Academia de San Carlos, que había sustituido a la anterior, y aunque no obtuvo su pretensión en este momento fue nombrado tasador de pinturas. Finalmente, en abril de 1777, fue admitido como académico de mérito, tras presentar «dos cuadros pintados al óleo, que expresan el primero una media figura del tamaño del natural con demostración de la anatomía interior y explicación de todas sus partes». Los mismos lienzos u otros semejantes, con los que pretendía «continuar en la carrera de la Anatomía», presentó dos años después a la Real Academia de San Fernando con una nota en la que declaraba 

Que llevado de su genial afición a copiar carnes, y demás especies del natural, ha demostrado en un trozo, y otro más pequeño, las tres cavidades del hombre natural, vital y anima, y en ellas todas sus partes internas, con la formalidad y tintas correspondientes.

Paralelamente, también en 1779, haciendo gala de su condición de académico, firmó titulándose «don» un par de bodegones, en los que se aprecian todavía recuerdos de Tomás Yepes.
Pintor fecundo y ensalzado por Marcos Antonio de Orellana, a pesar de su evidente mediocridad e incapacidad para resolver los problemas de perspectiva, centró su atención en la representación objetiva de cada una de las piezas con las que componía sus obras de aspecto sencillo y carácter humilde, pero localizadas en espacios irreales tanto exteriores como interiores, en forma de repisas o cocinas y en ocasiones con alguno figura mal proporcionada.
El Museo de Bellas Artes de Valencia adquirió en 2020, cuatro bodegones de frutas, identificadas con las cuatro estaciones, que se corresponden con la mejor producción del artista valenciano. Desde su adquisición se exponen en la correspondiente sala dedicada al siglo XVIII.